# Žofie Frederika Bavorská

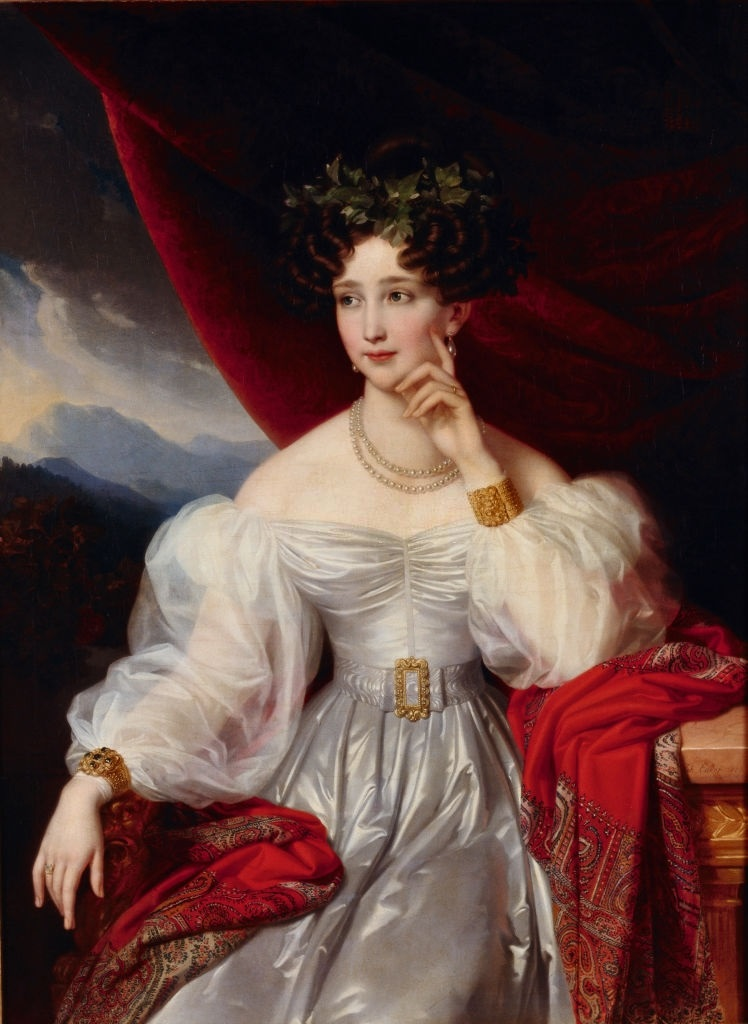
Žofie Bavorská na portrétu od Josefa Karla Stielera, 1830

Žofie Frederika Dorothea Vilemína (27. leden 1805 Mnichov – 28. květen 1872 Vídeň) byla bavorská princezna z rodu Wittelsbachů, rakouská arcivévodkyně a matka rakouského císaře Františka Josefa I.

## Biografie

### Původ a mládí
Narodila se jako čtvrtá ze šesti dcer bavorského krále Maxmiliána I. Josefa a jeho druhé manželky Karolíny Bádenské. Byla dvojčetem Marie Anny Bavorské, pozdější saské královny.

### Manželství a potomci
Dne 4. listopadu 1824 se ve Vídni provdala za do ní zamilovaného rakouského arcivévodu Františka Karla, druhorozeného syna císaře Františka I. a jeho druhé manželky princezny Marie Terezy Neapolsko-Sicilské. Arcivévoda Karel byl malý a hubený, stejně jako jeho bratr císař Ferdinand I. měl příliš velkou hlavu. Arcivévodkyně Žofie se proto manželství zdráhala, ale když jí dal více času, aby ho poznala, zjistila, že má milou povahu a dobrý charakter. Její rozhodnutí bylo šťastné, nejenže si vybrala vysoce postaveného ženicha z rodu Habsburků, ale našla v něm i milujícího a vtipného partnera. V prvních létech manželství pět jejích těhotenství skončilo 5 let za sebou potratem, léčila se proto v lázních Bad Ischl; léčba byla úspěšná a po týdnech trávených téměř bez pohybu na lůžku se dne 18. srpna 1830 po čtyřiceti osmi hodinách bolesti a pomocí kleští narodilo vytoužené dítě – František Josef, pozdější císař. Proti pravidlům té doby svého maličkého dokonce i kojila (to císařovna Alžběta nedělala). Druhé těhotenství probíhalo klidně a porod byl bez komplikací. Ferdinand Maxmilián („Maxi“) přišel na svět 6. července 1832. Rok poté se jí narodil 31. července další syn, pokřtěný jako Karel Ludvík („Karl“). Po něm následovala 27. října 1835 milovaná „Ännchen“, Anička, arcivévodkyně Marie Anna. Jako jediná holčička mezi bratry se stala středem pozornosti celé rodiny, zemřela však v necelých pěti letech. Ztrátu tohoto dítěte Žofie nikdy nepřekonala (ještě po pětadvaceti letech vyprávěla o dívence svému vnukovi Rudolfovi). Pár měsíců po smrti dcerky porodila mrtvého chlapce a o dva roky později přišel na svět poslední potomek, Ludvík Viktor, a byl to všemi rozmazlovaný benjamínek (říkalo se mu mazlivými jmény, rodiče mu říkali „Bubi“ a sourozenci „Hetzi“ nebo „Luzziwuzzi“). Žofie i František Karel se nechtěli od dětí nadlouho vzdalovat a rozhodli se vzít jejich výchovu do vlastních rukou, a to až do školního věku, čímž se od stavovsky rovných současníků neobvykle lišili (obvykle byly děti v neustálé péči guvernantek a vychovatelů). Ale Žofie se odlišovala i v dalších ohledech. Pokud člen rodiny (manžel nebo dítě) onemocněl, ujala se péče o nemocného sama, dokonce i při nakažlivých nemocích (pečovatelský personál byl v karanténě, nikoliv arcivévodkyně Žofie, která nemocného neopouštěla ani v noci).
- František Josef I. (18. srpna 1830 – 21. listopadu 1916), v letech 1848–1916 rakouský císař, král uherský, král český apod. ⚭ 1854 Alžběta Bavorská (24. prosince 1837 – 10. září 1898)
- Ferdinand Maxmilián (6. července 1832 – 19. června 1867), rakouský arcivévoda, mexický císař v letech 1864–1867, ⚭ 1857 Charlotta Belgická (7. června 1840 – 19. ledna 1927)
- Karel Ludvík (30. července 1833 – 19. května 1896), rakouský arcivévoda
⚭ 1856 Markéta Saská (24. května 1840 – 15. září 1858)
⚭ 1862 Marie Anunciáta Bourbonsko-Sicilská (24. března 1843 – 4. května 1871)
⚭ 1873 Marie Tereza Portugalská (24. srpna 1855 – 12. února 1944)

- Marie Anna (27. října 1835 – 5. února 1840), rakouská arcivévodkyně, zemřela v pěti letech ve Vídni na epileptický záchvat
- Syn (*/† 24. říjen 1840)
- Ludvík Viktor (15. května 1842 – 18. ledna 1919), rakouský arcivévoda, svobodný a bezdětný

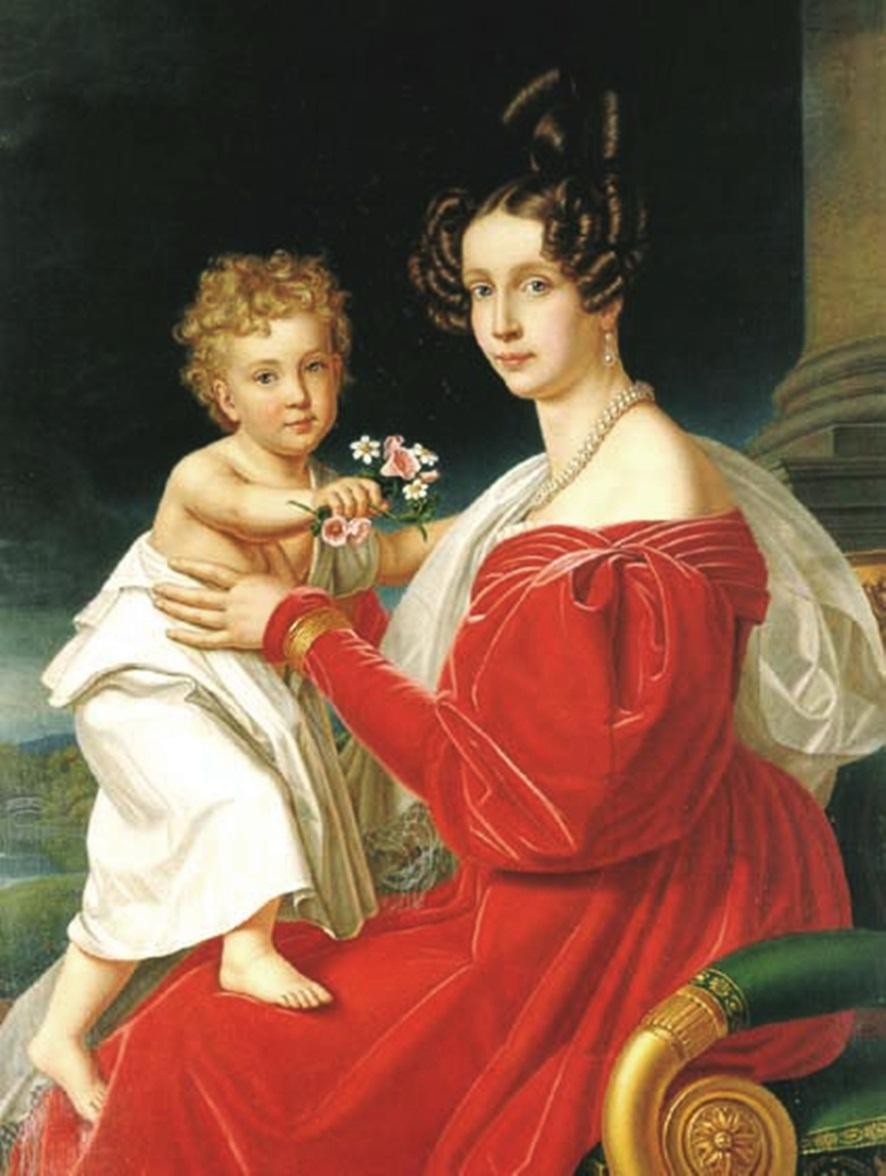
Žofie Bavorská se svým nejstarším synem Františkem Josefem

Mimořádně půvabná, inteligentní a přitažlivá arcivévodkyně měla na vídeňském dvoře řadu oddaných ctitelů. Mezi ně patřil např. kancléř Metternich, s nímž se shodovala i v politických otázkách. Jejich blízkost byla očividná, což mělo za následek šíření klepů a pověstí. Dalšími obdivovateli krásné a chytré Žofie byli švédský král Gustav IV. Adolf, Gustav Vasa, který přišel do Vídně roku 1826 a mladý císařův vnuk „Orlík“, Napoleon (1811–1832, syn Napoleona Bonaparta a císařovy dcery Marie Luisy), který žil na vídeňském dvoře a který se do své o šest let starší tety zamiloval. Jejich blízkost byla očividná, což mělo za následek šíření pověstí o jejich vztahu, připisovalo se mu také otcovství jejích dětí Františka (pozdější rakouský císař František Josef I.) a Maxmiliána (pozdější mexický císař Maxmilián I.). (Podobně se ovšem spekulovalo i o jejím vztahu s Gustavem Vasou a o jeho otcovství těchto jejích synů). Důkazy pro tato tvrzení neexistují, je však jisté, že Orlíkova předčasná smrt (22. července 1832) Žofii těžce zasáhla; poté se změnila v chladnou a ctižádostivou ženu.
Její manžel byl druhorozeným synem císaře Františka I. Špatný zdravotní stav jeho staršího bratra Ferdinanda I. (zvaného Dobrotivý) mu dával šanci na císařský trůn. Ferdinand I., od roku 1835 rakouský císař a 1836 český král, se sice v roce 1831 oženil s princeznou Marií Annou Savojskou, lékaři mu však nedávali šanci na potomka. Potomstvo a pokračování rodu tedy měl zajistit jeho mladší bratr a Žofiin manžel, arcivévoda František Karel.
Do vývoje evropské politické situace i do jejího osobního života zasáhl rok 1848. Dne 2. prosince se novým rakouským císařem stal Žofiin syn František Josef (jako František Josef I.), když prostoduchý a politicky slabý Ferdinand I. pod stále sílícím tlakem abdikoval a svého manžela dokázala Žofie přimět k tomu, aby se i on vzdal trůnu v synův prospěch.

### Tchyně

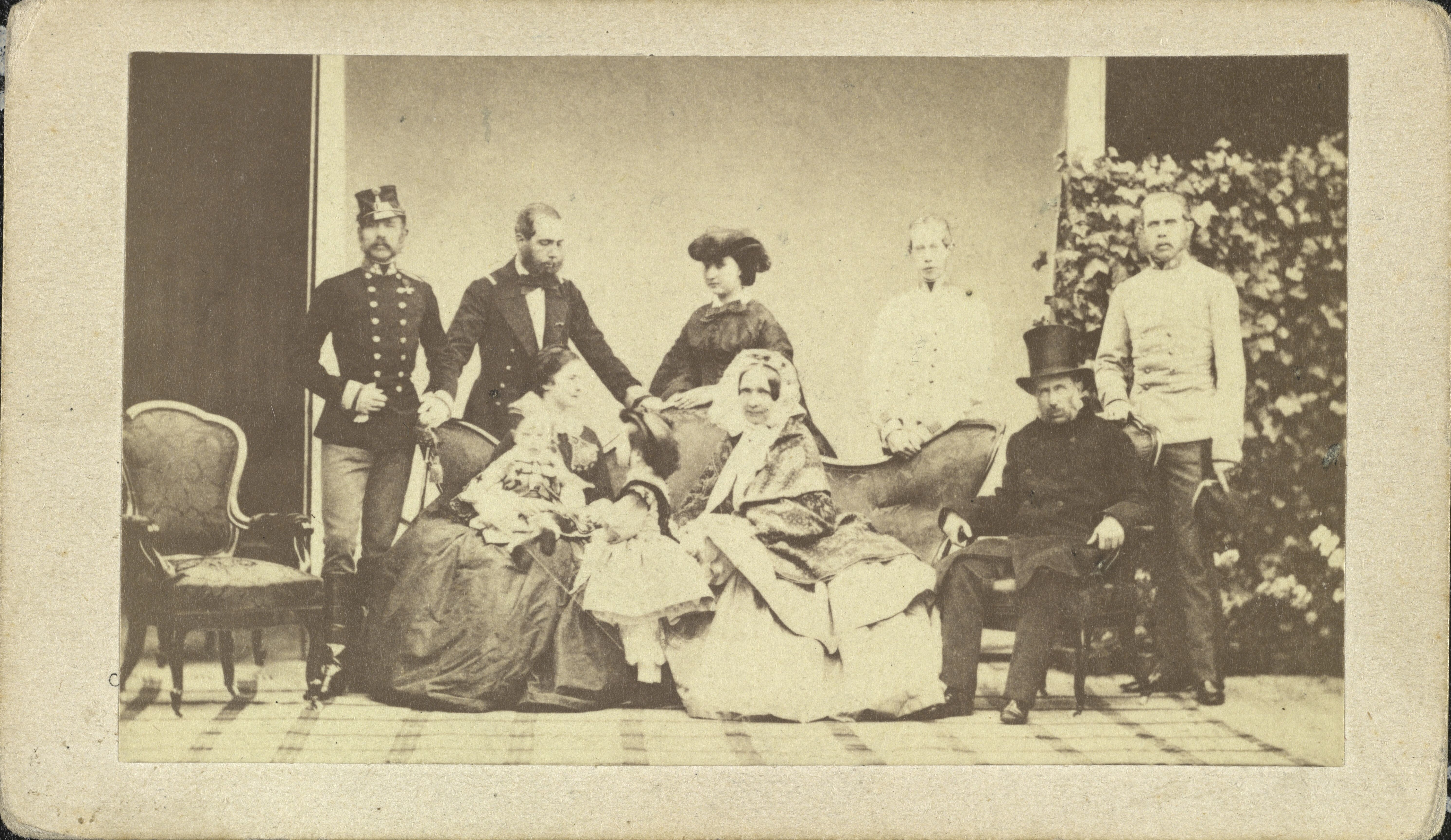
Žofie Bavorská v kruhu své rodiny v roce 1861

Žofie zasahovala do řízení státních záležitostí, nemenší měrou však i do osobního života svého syna. Třiadvacetiletý císař František Josef měl přání se co nejdříve oženit a založit vlastní rodinu. Protože se sám po nevěstě příliš rozhlížet nemohl, požádal matku, aby mu seznámení s katolickými princeznami pomohla připravit. Činila tak ráda a diskrétně. Úzkostlivě si dala záležet na výběru své budoucí snachy. Setkání se odehrávala vždy v soukromí a dotyčné dámy přijížděly se svými rodiči a netušily, oč vlastně jde. Počátkem padesátých let tak František Josef poznal několik dam, ale žádná se mu dost nelíbila. První kandidátkou byla Františkova sestřenice z druhého kolena Alžběta Františka, dcera uherského palatina Štěpána Františka, Žofie však jako neústupná odpůrkyně Maďarů zasáhla proti. Zaměřila se na Německo, kde pruský král Fridrich Vilém IV. měl neteř Annu ve věku jejího syna, ta však již byla zasnoubená a Hohenzollernové neměli zájem o dynastické spojení s Habsburky. Po tomto neúspěchu se obrátila ke svému rodu, k bavorským Wittelsbachům. Spoléhala na svou sestru Ludoviku, která měla dcery na vdávání – Helenu a Alžbětu. I když Žofiinou favoritkou měla být starší Helena, František Josef si vybral mladší Alžbětu.
V létě 1853 pozvala arcivévodkyně Žofie do Ischlu na oslavu císařových narozenin svou sestru Luisu se čtyřmi nejstaršími dětmi. Historický omyl, že Žofie měla raději Helenu (Nené) či dokonce tajně připravovala zásnuby, je dnes již vyvrácen. Vše se konalo ve strohém ceremoniálním tónu. Žofie příbuzné uvítala v hotelu a sledovala úpravu obou neteří a znovu byla, jako před pěti lety, okouzlena půvabem mladší z nich. Zavedla příbuzné do domu, kde se v toaletním pokoji setkali hosté s přítomnými. Zde se František Josef spontánně zamiloval do Alžběty. Rodiče chtěli dopřát co nejvíce soukromí svým zamilovaným dětem a na večeři oddělili lidi z doprovodu, aby je nesledovali a neposlouchali. V následujících dnech příbuzní přihlíželi rostoucí lásce mladého páru. „… Láska snoubenců roste každou hodinu takovou rychlostí, že bys tomu nevěřil! Jednou, zatímco jsem seděla s Luisou ve vedlejším pokoji na sofa, řekla náhle: ,Ale teď už to uvnitř zachází moc daleko!', a oni tam spolu stáli v pevném objetí, zaměstnání dlouhým polibkem…“ (arcivévodkyně Žofie svému synovi Ferdinandovi Maxmiliánovi, který se jako jediný setkání v Ischlu nezúčastnil).
Žofie i po svatbě (1854) nadále zasahovala do rodinných záležitostí syna a bylo i jejím přičiněním, proč manželství, zpočátku velmi šťastné, ztroskotalo. Zasahovala do soukromého života novomanželů a vynutila si možnost podílet se na výchově vnoučat, což Alžbětu velmi zraňovalo.

### Sklonek života
Její život nebyl prost zvratů a tragédií, z nichž největší byla poprava jejího druhorozeného syna Maximiliána jako mexického císaře 19. června 1867 v Querétaru. Od toho okamžiku se stáhla do ústraní.
Na sklonku života zažila Žofie ještě vznik rakousko-uherského dualistického státu (1867), prohlášení pruského krále Viléma I. německým císařem (18. ledna 1871), vyhlášení Pařížské komuny a stále razantnější projevy liberálů.
Svého mladšího syna přežila o pět let. V roce 1872 onemocněla zápalem plic, když si po návštěvě divadla šla v lehkém nočním oděvu sednout na balkon, kde usnula; když se následujícího rána probudila, byla již těžce nemocná. Utrpěla „mozkové křeče“ a ztratila dočasně řeč. Zemřela 28. května 1872 ve Vídni a byla uložena k poslednímu odpočinku v habsburské hrobce tamního kapucínského kláštera vedle svého syna Maxmiliána a Napoleona II. (sarkofág s jeho tělem však nechal roku 1940 Adolf Hitler přemístit do pařížské Invalidovny).

## Pocty
Když 27. září 1840 navštívil arcivévoda František Karel Prahu, požádal jej majitel tehdy Barvířského ostrova, aby směl po arcivévodkyni Žofii pojmenovat svůj palác Žofín na stejnojmenném ostrově. Podle něho byl pojmenován také pěvecký spolek „Hudební akademie arcivévodkyně Žofie“.

## Vývod z předků
|                          |                                       |  |                             |                                      |  |  |  |  |  |  |  | Kristián Falcko-Birkenfeldský |
|                          |                                       |  |                             |                                      |  |  |  |  |  |  |  |                               |
|                          | Kristián III. ze Zweibrücken          |  |                             |                                      |  |  |  |  |  |  |  |                               |
|                          |                                       |  |                             |                                      |  |  |  |  |  |  |  |                               |
|                          |                                       |  |                             | Kateřina Agáta Rappoltsteinská       |  |  |  |  |  |  |  |                               |
|                          |                                       |  |                             |                                      |  |  |  |  |  |  |  |                               |
|                          | Fridrich Michal Falcko-Zweibrückenský |  |                             |                                      |  |  |  |  |  |  |  |                               |
|                          |                                       |  |                             |                                      |  |  |  |  |  |  |  |                               |
|                          |                                       |  |                             | Ludvík Krato Nasavsko-Saarbrückenský |  |  |  |  |  |  |  |                               |
|                          |                                       |  |                             |                                      |  |  |  |  |  |  |  |                               |
|                          | Karolína Nasavsko-Saarbrückenská      |  |                             |                                      |  |  |  |  |  |  |  |                               |
|                          |                                       |  |                             |                                      |  |  |  |  |  |  |  |                               |
|                          |                                       |  |                             | Filipína Henrieta z Hohenlohe        |  |  |  |  |  |  |  |                               |
|                          |                                       |  |                             |                                      |  |  |  |  |  |  |  |                               |
|                          | Maxmilián I. Josef Bavorský           |  |                             |                                      |  |  |  |  |  |  |  |                               |
|                          |                                       |  |                             |                                      |  |  |  |  |  |  |  |                               |
|                          |                                       |  |                             | Teodor Eustach Falcko-Sulzbašský     |  |  |  |  |  |  |  |                               |
|                          |                                       |  |                             |                                      |  |  |  |  |  |  |  |                               |
|                          | Josef Karel Falcko-Sulzbašský         |  |                             |                                      |  |  |  |  |  |  |  |                               |
|                          |                                       |  |                             |                                      |  |  |  |  |  |  |  |                               |
|                          |                                       |  |                             | Marie Eleonora Hesensko-Rotenburská  |  |  |  |  |  |  |  |                               |
|                          |                                       |  |                             |                                      |  |  |  |  |  |  |  |                               |
|                          | Marie Františka Falcko-Sulzbašská     |  |                             |                                      |  |  |  |  |  |  |  |                               |
|                          |                                       |  |                             |                                      |  |  |  |  |  |  |  |                               |
|                          |                                       |  |                             | Karel III. Filip Falcký              |  |  |  |  |  |  |  |                               |
|                          |                                       |  |                             |                                      |  |  |  |  |  |  |  |                               |
|                          | Alžběta Augusta Falcko-Neuburská      |  |                             |                                      |  |  |  |  |  |  |  |                               |
|                          |                                       |  |                             |                                      |  |  |  |  |  |  |  |                               |
|                          |                                       |  |                             | Ludvika Karolina Radziwiłłova        |  |  |  |  |  |  |  |                               |
|                          |                                       |  |                             |                                      |  |  |  |  |  |  |  |                               |
| Žofie Frederika Bavorská |                                       |  |                             |                                      |  |  |  |  |  |  |  |                               |
|                          |                                       |  |                             |                                      |  |  |  |  |  |  |  |                               |
|                          |                                       |  | Fridrich Bádensko-Durlašský |                                      |  |  |  |  |  |  |  |                               |
|                          |                                       |  |                             |                                      |  |  |  |  |  |  |  |                               |
|                          | Karel Fridrich Bádenský               |  |                             |                                      |  |  |  |  |  |  |  |                               |
|                          |                                       |  |                             |                                      |  |  |  |  |  |  |  |                               |
|                          |                                       |  |                             | Amálie Nasavsko-Dietzská             |  |  |  |  |  |  |  |                               |
|                          |                                       |  |                             |                                      |  |  |  |  |  |  |  |                               |
|                          | Karel Ludvík Bádenský                 |  |                             |                                      |  |  |  |  |  |  |  |                               |
|                          |                                       |  |                             |                                      |  |  |  |  |  |  |  |                               |
|                          |                                       |  |                             | Ludvík VIII. Hesensko-Darmstadtský   |  |  |  |  |  |  |  |                               |
|                          |                                       |  |                             |                                      |  |  |  |  |  |  |  |                               |
|                          | Karolína Luisa Hesensko-Darmstadtská  |  |                             |                                      |  |  |  |  |  |  |  |                               |
|                          |                                       |  |                             |                                      |  |  |  |  |  |  |  |                               |
|                          |                                       |  |                             | Šarlota z Hanau-Lichtenbergu         |  |  |  |  |  |  |  |                               |
|                          |                                       |  |                             |                                      |  |  |  |  |  |  |  |                               |
|                          | Karolína Frederika Vilemína Bádenská  |  |                             |                                      |  |  |  |  |  |  |  |                               |
|                          |                                       |  |                             |                                      |  |  |  |  |  |  |  |                               |
|                          |                                       |  |                             | Ludvík VIII. Hesensko-Darmstadtský   |  |  |  |  |  |  |  |                               |
|                          |                                       |  |                             |                                      |  |  |  |  |  |  |  |                               |
|                          | Ludvík IX. Hesensko-Darmstadtský      |  |                             |                                      |  |  |  |  |  |  |  |                               |
|                          |                                       |  |                             |                                      |  |  |  |  |  |  |  |                               |
|                          |                                       |  |                             | Šarlota z Hanau-Lichtenbergu         |  |  |  |  |  |  |  |                               |
|                          |                                       |  |                             |                                      |  |  |  |  |  |  |  |                               |
|                          | Amálie Hesensko-Darmstadtská          |  |                             |                                      |  |  |  |  |  |  |  |                               |
|                          |                                       |  |                             |                                      |  |  |  |  |  |  |  |                               |
|                          |                                       |  |                             | Kristián III. Falcko-Zweibrückenský  |  |  |  |  |  |  |  |                               |
|                          |                                       |  |                             |                                      |  |  |  |  |  |  |  |                               |
|                          | Karolína Falcko-Zweibrückenská        |  |                             |                                      |  |  |  |  |  |  |  |                               |
|                          |                                       |  |                             |                                      |  |  |  |  |  |  |  |                               |
|                          |                                       |  |                             | Karolína Nasavsko-Saarbrückenská     |  |  |  |  |  |  |  |                               |
|                          |                                       |  |                             |                                      |  |  |  |  |  |  |  |                               |